# Christopher Watts
Christopher Schou Watts (* 2. September 1983) ist ein norwegischer Snookerspieler, der insgesamt fünffacher norwegischer Meister ist.

## Karriere
Der 1983 geborene Watts nahm erstmals 2009 an der norwegischen Snooker-Meisterschaft teil, wo er nach einer anfänglichen Niederlage gegen Andre Hellerud sich erst durch vier sogenannte Losers Rounds und dann durch Viertel- und Halbfinale kämpfte, sodass er das Finale erreichte, in dem er allerdings erneut gegen Hellerud verlor. Nachdem er 2010 nicht über sein Auftaktspiel im Achtelfinale herausgekommen war, erreichte er 2011 das Finale und gewann dieses mit 4:2 gegen Stig Dahl. Nachdem er 2012 mit 5:0 gegen Bjørn Gulbrandsen die norwegische 6-Red-Meisterschaft gewonnen hatte, gelang ihm 2013 erst gegen mit einem 5:2-Sieg über Tore Skagestein die Titelverteidigung im Six-Red-Snooker und dann mit einem 4:1-Sieg über den gleichen Gegner der zweite Titelgewinn im normalen Snooker. Im selben Jahr nahm er an der Qualifikation für das Paul Hunter Classic teil, wo er nach einem Sieg über Roman Dietzel an Joe Steele scheiterte. Des Weiteren konnte er 2014 mit einem 5:0 gegen Kjell Pedersen seinen dritten Titel beim Six-Red-Snooker gewinnen.
Im Jahr 2015 nahm Watts erstmals an der nordischen Snooker-Meisterschaft teil, bei der nach überstandener Gruppenphase im Achtelfinale mit 3:4 knapp dem späteren Sieger Rune Kampe aus Dänemark unterlag. Kurz danach gewann er gegen Eirik Riisnæs mit einem 5:2-Sieg erneut die Six-Red-Meisterschaft, bevor er Ende Mai im Finale der normalen, norwegischen Meisterschaft mit 3:4 Andre Hellerud unterlag. Ein Jahr später überstand er bei der nordischen Meisterschaft erneut die Gruppenphase und auch das Achtelfinale und erreichte somit als einziger Norweger das Viertelfinale, in dem allerdings mit 3:4 vom Schweden Simon Lindblom besiegt wurde. Außerdem gewann er mit einem 5:0-Sieg über Audun Risan Heimsjø zum fünften Mal die norwegische Meisterschaft im Six-Red-Snooker. Auch 2017 erreichte er bei der nordischen Meisterschaft das Viertelfinale, wobei er zuvor unter anderem den Vorjahressieger Benjamin McCabe besiegt hatte, jedoch verlor er erneut in ebenjener Runde – diesmal mit 0:4 gegen den späteren Sieger Kristján Helgason. Anschließend verlor er im Finale der norwegischen Six-Red-Meisterschaft mit 3:5 gegen Umar Hayat Ali. Kurz darauf erreichte er jedoch das Finale der norwegischen Meisterschaft, das er zum insgesamt dritten Mal mit 4:2 gegen Audun Risan Heimsjø gewann. Noch im selben Jahr vertrat er zusammen mit dem Main-Tour-Profi Kurt Maflin Norwegen beim World Cup 2017, wo sie jedoch in ihrer Gruppe den letzten Platz belegten.
Im nächsten Jahr gelang es Watts, seinen Titel in Norwegen mit einem 4:0-Sieg über Daniel G. Skaathun zu verteidigen. Im selben Jahr nahm er nach fünf Jahren wieder an der Qualifikation für das Pro/Am-Event Paul Hunter Classic teil, wo er sich mit einem Sieg über Nutcharut Wongharuthai für die Hauptrunde qualifizierte, dort allerdings an Thepchaiya Un-Nooh scheiterte. Im nächsten Jahr gelang ihm ebenso die Qualifikation für die Hauptrunde der Gibraltar Open, wo er sich mit 0:4 Fergal O’Brien geschlagen geben musste. Wenige Wochen später gelang es ihm, die norwegische Meisterschaft mithilfe eines 4:2-Sieges über Andre Hellerud zum dritten Mal in Folge zu gewinnen, wobei das Turnier in Watts und Helleruds Heimatklub, dem Oslo Snooker Club, ausgetragen wurde. Anschließend vertrat Watts zusammen mit Kurt Maflin Norwegen erneut beim World Cup 2019, wo sie den vierten von sechs Plätzen ihrer Gruppe belegten.

## Erfolge
| Ausgang         | Jahr | Turnier                                   | Finalgegner         | Ergebnis |
| --------------- | ---- | ----------------------------------------- | ------------------- | -------- |
| Amateurturniere |      |                                           |                     |          |
| Zweiter         | 2009 | Norwegische Snooker-Meisterschaft         | Andre Hellerud      | 1:3      |
| Sieger          | 2011 | Norwegische Snooker-Meisterschaft         | Stig Dahl           | 4:2      |
| Sieger          | 2012 | Norwegische Six-Red-Snooker-Meisterschaft | Bjørn Gulbrandsen   | 5:0      |
| Sieger          | 2013 | Norwegische Six-Red-Snooker-Meisterschaft | Tore Skagestein     | 5:2      |
| Sieger          | 2013 | Norwegische Snooker-Meisterschaft         | Tore Skagestein     | 4:1      |
| Sieger          | 2014 | Norwegische Six-Red-Snooker-Meisterschaft | Kjell Pedersen      | 5:0      |
| Sieger          | 2015 | Norwegische Six-Red-Snooker-Meisterschaft | Eirik Riisnæs       | 5:2      |
| Zweiter         | 2015 | Norwegische Snooker-Meisterschaft         | Andre Hellerud      | 3:4      |
| Sieger          | 2016 | Norwegische Six-Red-Snooker-Meisterschaft | Audun Risan Heimsjø | 5:0      |
| Zweiter         | 2017 | Norwegische Six-Red-Snooker-Meisterschaft | Umar Hayat Ali      | 3:5      |
| Sieger          | 2017 | Norwegische Snooker-Meisterschaft         | Audun Risan Heimsjø | 4:2      |
| Sieger          | 2018 | Norwegische Snooker-Meisterschaft         | Daniel G. Skaathun  | 4:0      |
| Sieger          | 2019 | Norwegische Snooker-Meisterschaft         | Andre Hellerud      | 4:2      |